# Sultan Hassal Bolkiahstadion
Het Sultan Hassal Bolkiahstadion is een multifunctioneel stadion in Bandar Seri Begawan, de hoofdstad van Brunei. Het stadion wordt vooral gebruikt voor voetbalwedstrijden, de voetbalclub DPMM FC maakt gebruik van dit stadion, ook het nationale elftal speelt hier weleens internationale wedstrijden. In het stadion is plaats voor 28.000 toeschouwers.

## Historie
Het stadion werd geopend op 23 september 1983. Bij die opening was er een wedstrijd tussen het nationale elftal van Brunei en het Engelse Sheffield United FC. De wedstrijd eindigde in een 1–0 overwinning voor de bezoekers. De volgende ochtend werd er een tweede wedstrijd gespeeld. Dit keer eindigde de wedstrijd in een gelijkspel (1–1). Er werden enkele internationale toernooien in dit stadion gehouden. In 1999 werd hier de Zuidoost-Aziatische Spelen georganiseerd. Ook worden hier eens in de zoveel jaar de wedstrijden om de Hassanal Bolkiah Trophy gespeeld.